# گوپی کیشان
گوپی کیشان (به هندی: Gopi Kishan) یا اتهام فیلمی محصول سال ۱۹۹۴ و به کارگردانی موکش دوگال است. در این فیلم بازیگرانی همچون سونیل شتی، شلیپا شیرودکار، کاریسما کاپور، سورش اوبروی، آریونا ایرانی، مشتاق خان ایفای نقش کرده‌اند.